# Steve Watkins

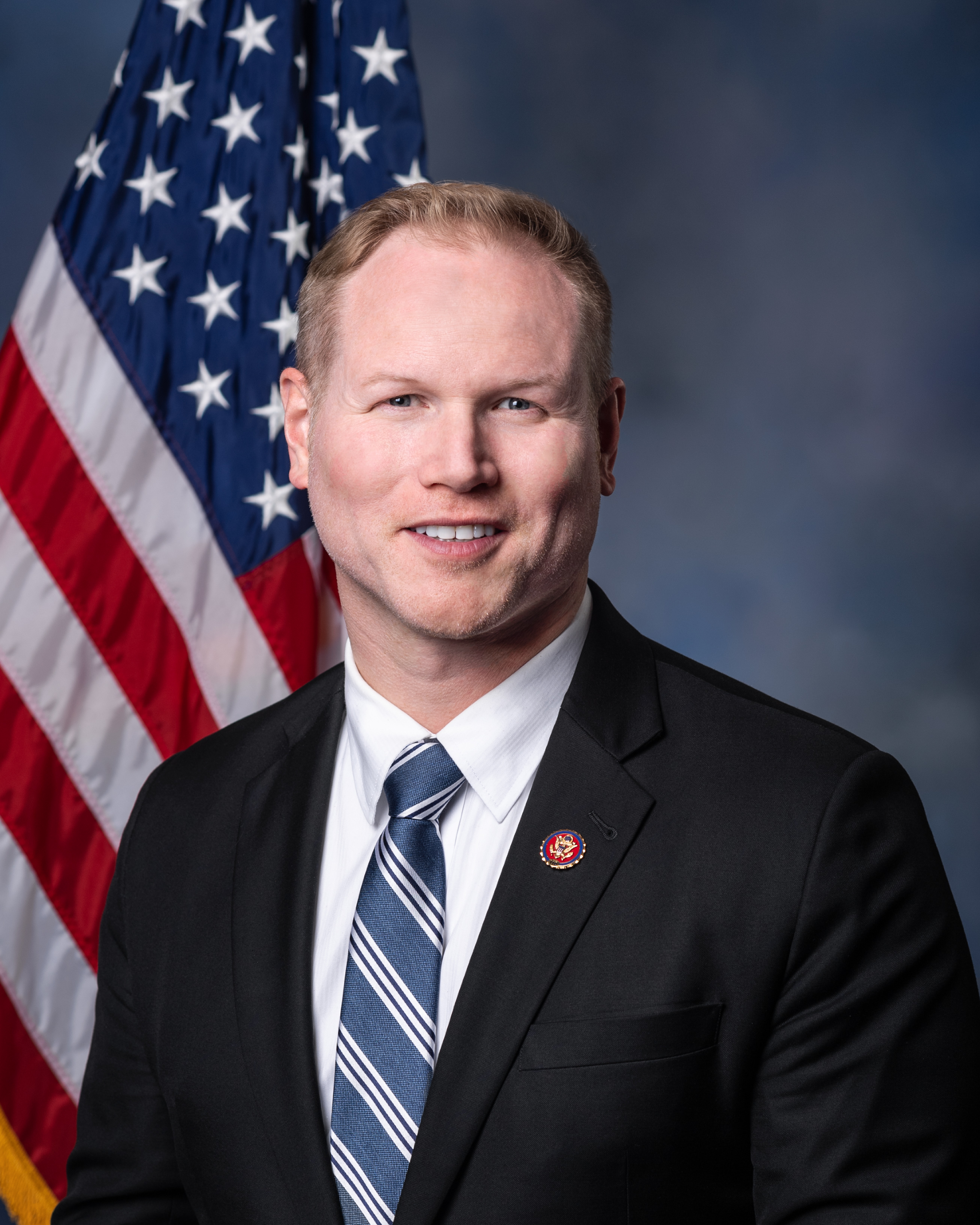
Steve Watkins (2019)

Steven Charles Watkins Jr. (* 18. September 1976 auf der Lackland Air Force Base, Texas) ist ein US-amerikanischer Politiker (Republikanische Partei). Vom 3. Januar 2019 bis zum 3. Januar 2021 war er als Abgeordneter des Bundesstaates Kansas Mitglied im Repräsentantenhaus der Vereinigten Staaten.

## Leben
Steve Watkins ist der Sohn eines Arztes und einer Lehrerin. Er wurde auf der Militärbasis Lackland Air Force Base bei San Antonio geboren und wuchs in Topeka im Bundesstaat Kansas auf. Nach seinem Schulabschluss von der Topeka West High School 1995 studierte er an der United States Military Academy in West Point (New York), an der er 1999 seinen Bachelorabschluss erlangte. Er hat außerdem einen Masterabschluss vom Massachusetts Institute of Technology und der Harvard University, an der er 2017 den Abschluss Master of Public Administration erlangte. Watkins trat der United States Army bei und war im Jahr 2000 in Fort Richardson in Alaska stationiert. 2004 diente er im Afghanistankrieg. Steve Watkins hält den militärischen Rang eines Captain. In seiner Freizeit betreibt Watkins Hundeschlittenrennen und nimmt regelmäßig am Iditarod teil. Im Jahr 2015 unternahm Watkins einen Versuch zur Besteigung des Himalaya, die er jedoch wegen des Erdbebens in Nepal abbrechen musste. Steve Watkins ist verheiratet.
2018 kandidierte Watkins um den Sitz des zweiten Kongresswahlbezirkes des Bundesstaates Kansas im Repräsentantenhaus der Vereinigten Staaten. Er wurde unter anderem von dem Repräsentant Roger Marshall unterstützt. In der parteiinternen Vorwahl setzte Watkins sich mit 26,5 Prozent der Stimmen gegen sechs weitere Kandidaten durch. In der späteren Kongresswahl trat Watkins schließlich gegen den weitaus bekannteren Demokraten Paul Davis an, der zu diesem Zeitpunkt Mitglied des Repräsentantenhauses von Kansas war. Watkins selber war bis zu den Kongresswahlen noch nicht politisch in Erscheinung getreten. Der Wahlkampf zwischen den Kandidaten wurde vom U.S. News & World Report als einer der engsten im ganzen Land eingestuft, die New York Times sah Watkins in einer Umfrage nur einen Prozentpunkt hinter Davis. Am 6. Oktober 2018 sprach sich Präsident Donald Trump für Watkins aus. Bei der Wahl am 6. November 2019 setzte Steve Watkins sich mit nur 0,8 Prozent Vorsprung gegen Davis durch, er gewann alle Countys seines Kongresswahlbezirkes mit Ausnahme des Shawnee County und des Douglas County, die die beiden bevölkerungsstärksten Countys des Wahlbezirkes darstellen. Am 3. Januar 2019 trat Watkins sein Amt im Repräsentantenhaus an. Er gehört dort dem Committee on Foreign Affairs, dem Committee on Veterans’ Affairs und dem Committee on Education and Labor an. Steve Watkins befürwortet den Bau der von Donald Trump geplanten Grenzmauer zu Mexiko. Des Weiteren spricht er sich für eine Senkung der Kosten für medizinisches Material und eine Verbesserung des Affordable Care Act aus.
Im Dezember 2019 sorgte Watkins für Verwirrung, da sich an der Stelle des in seiner Voter Registration angegebenen Adresse eine Filiale des United Parcel Service befindet. Zum Zeitpunkt der Wahl lebte Watkins bereits seit 20 Jahren nicht mehr in Kansas, seit 2002 hatte er mehrfach einen Antrag auf Dividende durch den Alaska Permanent Fund gestellt, der nur an permanente Einwohner Alaskas ausgezahlt wird. Der Bezirksanwalt des Shawnee County leitet daraufhin ein Ermittlungsverfahren wegen Wahlfälschung ein, da Watkins unter diesen Umständen nicht in dem County hätte wählen dürfen.
Bei der parteiinternen Vorwahl im Vorfeld der Wahl zum Repräsentantenhaus der Vereinigten Staaten 2020 setzte sich Jake LaTurner für den Zweiten Kongresswahlbezirk durch. Watkins Amtszeit endete somit am 3. Januar 2021, er wurde von LaTurner abgelöst.